# Petenaea cordata
Petenaea cordata Lundell, 1962 è una pianta angiosperma dell'ordine Huerteales. È l'unica specie nota del genere Petenaea Lundell e della famiglia Petenaeaceae Christenh., M.F.Fay & M.W.Chase.

## Distribuzione e habitat
La specie è diffusa nel Messico meridionale (Chiapas e Tabasco), in Guatemala e in Belize.

## Conservazione
La Lista rossa IUCN classifica Petenaea cordata come specie in pericolo di estinzione (Endangered).